# Edgar Bainton

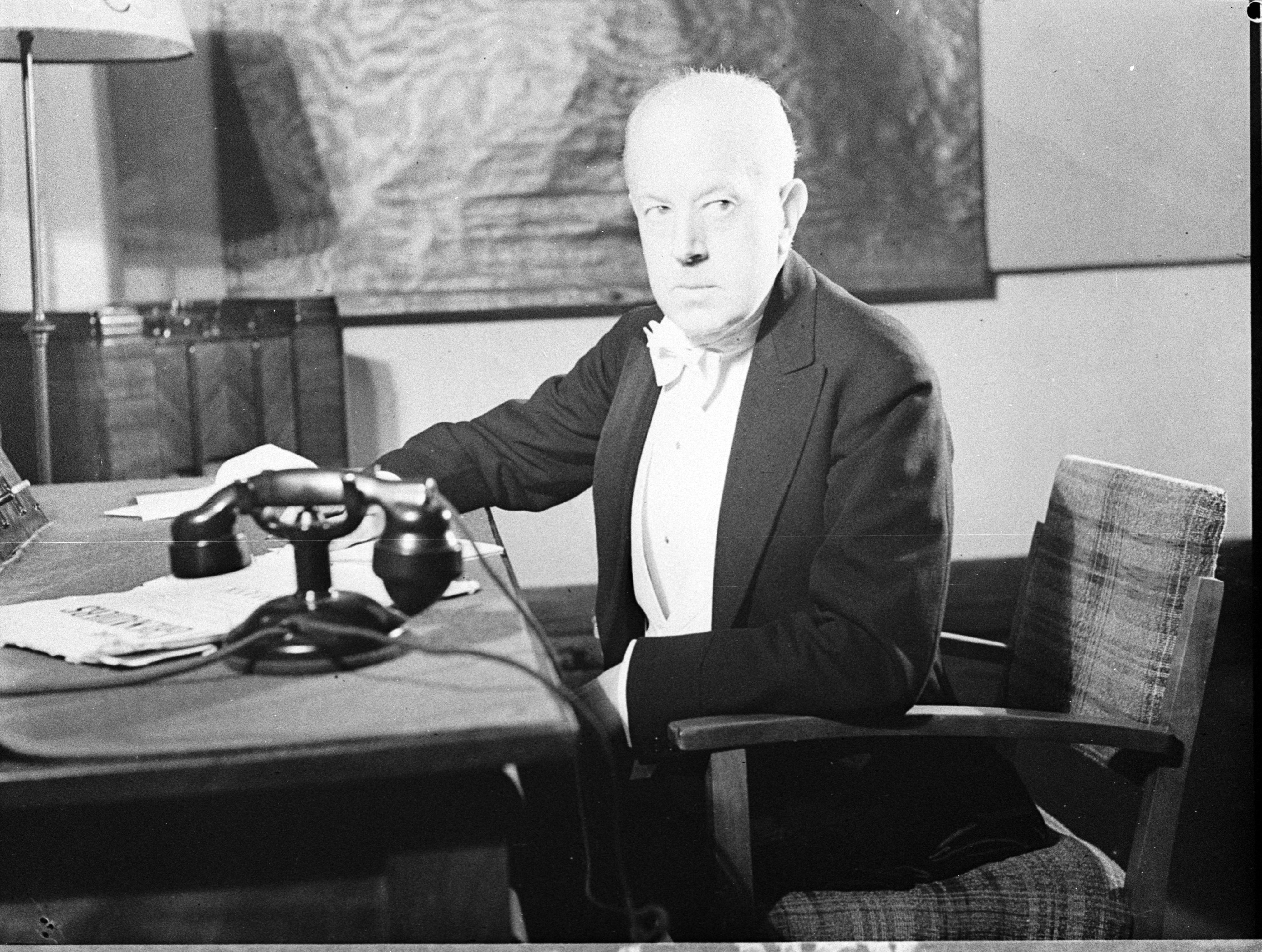
Edgar Bainton

Edgar Leslie Bainton (* 14. Februar 1880 in London; † 8. Dezember 1956 in Sydney) war ein britischer Komponist, Dirigent, Pianist und Pädagoge.

## Leben
Bainton erhielt im Alter von 16 Jahren ein Klavier-Stipendium am Royal College of Music in London. Seine Lehrer waren Walford Davies, Sir Charles Stanford und Charles Wood. 1899 gewann er das Wilson-Stipendium. 1901 erfolgte der Ruf als Professor für Komposition und Klavier nach Newcastle upon Tyne. 1912 wurde er Direktor des Konservatoriums und ein Jahr später Dirigent des dortigen philharmonischen Orchesters. Bei Ausbruch des Ersten Weltkriegs 1914 weilte er anlässlich der Bayreuther Festspiele in Deutschland und war bis 1918 Häftling im Internierungslager Ruhleben bei Berlin.
Als erster Brite wurde er 1919 eingeladen, das Concertgebouw-Orchester Amsterdam in zwei Konzerten mit britischer Musik zu dirigieren. Nach seiner Rückkehr nach Newcastle führte er dort seine unterbrochenen Aktivitäten erfolgreich fort, wofür ihm die University of Durham 1934 den Grad des Doctor of Music ehrenhalber verlieh. Im gleichen Jahr verließ er Europa, um in Sydney die Stelle als Direktor des staatlichen Konservatoriums von New South Wales anzutreten. Diese Stelle hatte er bis 1947 inne.

## Werk
Als Komponist konnte Bainton zeitweilig beachtliche Erfolge feiern. Seine Symphonie Before Sunrise, für Chor und Orchester, mit Kontra-Alt-Solo (nach drei Gedichten aus Swinburnes Songs Before Sunrise) und seine Concerto-Fantasia für Klavier und Orchester wurden mit dem Preis des Carnegie Trusts ausgezeichnet. Außer zwei Opern verfasste er diverse sinfonische, geistliche und kammermusikalische Kompositionen und Lieder. Nach seinem Weggang aus dem Vereinigten Königreich verschwanden seine Werke aus dem Konzertbetrieb. Nur kleinere Klavier-Stücke und Lieder für den Unterricht konnten sich halten. In neuerer Zeit beginnt man, sein Werk wieder zu entdecken und auf CD aufzunehmen.